# Magdalena Narożna
Magdalena Narożna de domo Wolińska  (ur. 22 listopada 1988 w Pniewie) – polska piosenkarka i osobowość telewizyjna, wokalistka zespołu Piękni i Młodzi. Jedna z czołowych artystek w branży disco polo. Z zawodu higienistka stomatologiczna.

## Życiorys
Urodziła się 22 listopada 1988 roku w Pniewie. Ma brata Jakuba Wolińskiego. W wieku 16 lat zaczęła występować jako wokalistka zespołu weselnego Magda Band. W tym okresie trenowała również lekkoatletykę (biegi długodystansowe). 
W 2012 roku z Dawidem Narożnym i Danielem Wilczewskim założyła zespół Piękni i Młodzi. Grupa szybko zdobyła popularność w Polsce. W 2013 roku wydali teledyski do piosenek „Niewiara” i „Kocham się w Tobie”, które zdobyły kilkadziesiąt milionów odsłon na platformie YouTube, a pierwszy z utworów przyniósł im rozpoznawalność. Zespół wówczas zrezygnował z występów na weselach i rozpoczął karierę koncertową. W 2014 z zespołem zakwalifikowała się do finału programu Polsatu Must Be the Music. Tylko muzyka, co było pierwszym takim osiągnięciem dla gatunku disco polo.
W 2015 wzięła udział w okładkowej sesji zdjęciowej do magazynu „CKM”. W 2018 została jurorką w programie Disco Star w Polo TV. W 2021 zajęła szóste miejsce w programie Twoja twarz brzmi znajomo. Wiosną 2025 uczestniczyła w 16. edycji programu Dancing with the Stars. Taniec z gwiazdami w Polsacie, w którym zajęła siódme miejsce.

## Życie prywatne
W latach 2012-2019 była żoną Dawida Narożnego, z którym ma córkę, Gabrielę. Latem 2020 zaręczyła się z Krzysztofem Byniakiem.